# Synagoga w Żółkiewce
Synagoga w Żółkiewce – powstała w 1868 r. w miejscu starej synagogi. Miała kształt prostokąta o wymiarach 25 na 16 metrów. Spłonęła w pożarze miasta 21 maja 1938 r. Do wybuchu II wojny światowej nie została odbudowana.